# Space Mirror Memorial

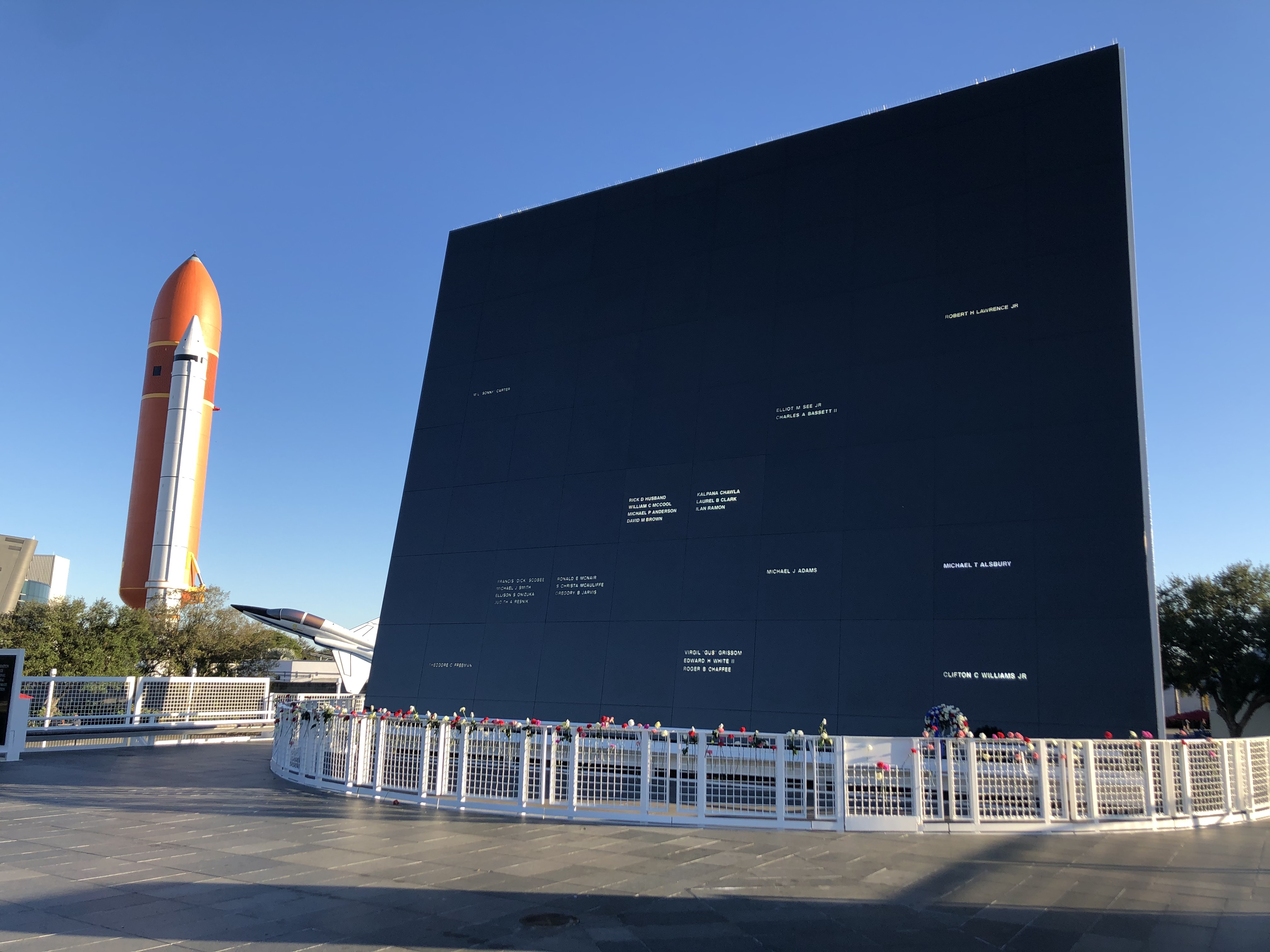
Space Mirror Memorial

O Space Mirror Memorial, que faz parte do maior Astronauts Memorial, é um Memorial Nacional nos terrenos do Complexo de Visitantes do Centro Espacial John F. Kennedy em Merritt Island, Flórida. É mantido pela Fundação Memorial dos Astronautas (AMF), cujos escritórios estão localizados no Centro de Educação Espacial da NASA, ao lado do Complexo de Visitantes. O memorial foi projetado em 1987 por Holt Hinshaw Pfau Jones, e dedicado em 9 de maio de 1991, para lembrar a vida dos homens e mulheres que morreram nos vários programas espaciais dos Estados Unidos, particularmente os da NASA. O Memorial dos Astronautas foi designado pelo Congresso dos EUA "como o memorial nacional aos astronautas que morrem no cumprimento do dever" (Resolução Conjunta 214, 1991).
Além de 20 astronautas de carreira da NASA, o memorial inclui os nomes de um piloto de testes da Força Aérea dos EUA X-15, um oficial da Força Aérea dos EUA que morreu durante o treinamento para um programa espacial militar então classificado, um participante de voos espaciais civis que morreu no Desastre Challenger, e um astronauta israelense que foi morto no desastre do Columbia.
Em julho de 2019, a AMF votou por unanimidade para incluir astronautas particulares no memorial, reconhecendo as importantes contribuições feitas ao programa espacial americano por tripulantes privados de voos espaciais.

## Homenageados
Apenas aqueles mortos durante missões espaciais tripuladas ou durante o treinamento para tais missões patrocinadas pelos Estados Unidos são elegíveis para inclusão no memorial. Para uma lista abrangente de desastres espaciais, consulte Lista de desastres espaciais.
As pessoas homenageadas no memorial são:
- Theodore Freeman, um dos recrutas do Grupo 3 de Astronautas da NASA de 1963, morreu em um acidente de treinamento do T-38 em 31 de outubro de 1964.
- Elliot See e Charles Bassett morreram em um acidente com o T-38 em 28 de fevereiro de 1966, quando sua aeronave caiu no McDonnell Building 101 em um dia de neblina. Eles foram originalmente programados para ser a tripulação do Gemini 9. Bassett foi outro recruta do Grupo 3, enquanto See foi um recruta do Grupo 2 de astronautas a partir de 1962.
- Gus Grissom, Ed White e Roger Chaffee estavam na cápsula Apollo 1 para o teste de plugs-out em 27 de janeiro de 1967, quando um curto-circuito inflamou materiais inflamáveis na atmosfera pressurizada de oxigênio puro. Os astronautas morreram envenenados por monóxido de carbono antes que as equipes de solo pudessem alcançá-los. Grissom, um dos astronautas do Mercury Seven, já havia voado duas vezes antes. White realizou a primeira caminhada espacial dos EUA no Gemini 4. Chaffee, um novato, foi um recruta do Grupo 3.
- Clifton Williams morreu em um acidente de treinamento do T-38 em 5 de outubro de 1967. Outro recruta do Grupo 3, ele estava na rotação de astronautas da Apollo e estaria na tripulação da Apollo 12. Ele também foi homenageado por uma quarta estrela no emblema oficial da missão Apollo 12.
- Michael J. Adams morreu em um acidente com o X-15 em 15 de novembro de 1967. Ele não era um recruta de astronautas da NASA, mas fez o memorial em virtude de ter ganhado o Distintivo de Astronauta de acordo com o padrão da USAF ao atingir pouco mais de 50 milhas de altitude em seu voo fatal. Ele também estava no programa do Laboratório de Órbita Tripulada da Força Aérea dos Estados Unidos.
- Robert H. Lawrence Jr., morreu em 8 de dezembro de 1967, quando o F-104 em que ele estava como piloto instrutor de um estagiário de teste de voo caiu e seu paraquedas do assento ejetável não abriu. Ele estava no programa do Laboratório Orbital Tripulado na época, e poderia ter sido um dos primeiros astronautas afro-americanos se tivesse sobrevivido para aceitar a oferta da NASA para que todos os candidatos com menos de 35 anos da MOL se juntassem ao seu programa espacial quando a MOL foi descartada em 1969.
- Em 28 de janeiro de 1986, o ônibus espacial Challenger 73 segundos após a decolagem na missão STS-51-L devido a um defeito em um dos propulsores de foguetes sólidos. Todos os sete membros da tripulação – Francis "Dick" Scobee, Michael J. Smith, Ronald McNair, Gregory Jarvis, Judith Resnik, Ellison Onizuka e Christa McAuliffe – morreram. Scobee, McNair, Resnik e Onizuka já haviam voado antes. Resnik foi a segunda mulher americana no espaço, depois de Sally Ride. McAuliffe estava participando através do Projeto Professor no Espaço.
- M. L. "Sonny" Carter morreu em 5 de abril de 1991, na queda do voo 2311 da Atlantic Southeast Airlines. Carter era um passageiro que viajava a negócios da NASA. Ele havia voado na STS-33 e estava em treinamento para a STS-42 na época.
- Em 1 de fevereiro de 2003, o ônibus espacial Columbia se desintegrou na reentrada no final da missão STS-107 devido a danos durante a subida. A tripulação era composta por Rick Husband, William C. McCool, David M. Brown, Kalpana Chawla, Michael P. Anderson, Laurel Clark e Ilan Ramon. O marido, Chawla e Anderson eram veteranos. Ramon era piloto da Força Aérea Israelense.
- Em 31 de outubro de 2014, a SpaceShipTwo se separou durante seu quarto voo motorizado, matando o copiloto Michael T. Alsbury e ferindo gravemente o piloto. Ambos estavam voando para a Scaled Composites em uma missão para a Virgin Galactic.[6]